# Borbotana
Borbotana is een geslacht van vlinders van de familie Uilen (Noctuidae), uit de onderfamilie Hadeninae.

## Soorten
- B. dinawa Bethune-Baker, 1906
- B. distortimacula Warren, 1913
- B. ekeikei Bethune-Baker, 1906
- B. fragmentata Warren, 1913
- B. guttata Warren, 1913
- B. kebeae Bethune-Baker, 1906
- B. nivifascia Walker, 1858